# Wailuku
Wailuku är en stad i Maui County, Hawaii, USA med cirka 12 296 invånare (2000). Den har enligt United States Census Bureau en area på totalt 14,1 km² varav 1 km² är vatten. Staden är administrativ huvudort (county seat) Maui County.